# Nordic Darts Masters
Das Nordic Darts Masters ist ein Dartturnier, das von der Professional Darts Corporation (PDC) im Rahmen der World Series of Darts veranstaltet wird. Der Wettbewerb wurde 2021 erstmals im Forum Kopenhagen in Frederiksberg ausgetragen.

## Historie
Bereits 2018 fand mit den Danish Darts Open erstmals ein PDC-Turnier in Dänemark statt. Infolgedessen wurde am 25. November 2019 das Nordic Darts Masters erstmals verkündet. Ende Januar 2020 wurden dann auch die ersten lokalen Qualifikanten bekanntgegeben.
Mit dem Ausbruch der COVID-19-Pandemie musste jedoch der Turnierkalender der PDC stark verändert und zunächst ausgesetzt werden. Auch die Nordic Darts Masters waren davon betroffen und wurden daraufhin zunächst in den Oktober 2020 verschoben. Im August folgte jedoch schließlich die Absage für 2020 und die erneute Verschiebung auf Juni 2021. Auch dieser Termin konnte jedoch nicht wahrgenommen werden, stattdessen wurden die Nordic Darts Masters nun im September 2021 als einziges Turnier der World Series of Darts 2021 ausgetragen.
Bei der Erstaustragung sorgte schließlich die Wildcarderin Fallon Sherrock für ein Novum, als sie als erste Frau überhaupt das Finale eines TV-Turniers der PDC erreichte.

## Format
An dem Turnier nehmen insgesamt 16 Spieler teil. Dazu zählten die Top 4 der PDC Order of Merit, vier Wildcard-Spieler und 8 lokale Qualifikanten.
Das Turnier wird im K.-o.-System gespielt. Bis 2023 galt folgender Modus: In der ersten Runde war der Spielmodus ein best of 11 legs, im Viertelfinale wurde best of 19 legs gespielt. Die Halbfinals und das Finale wurden im best of 21 legs-Modus gespielt. Seit 2024 wird in folgendem Modus gespielt: In den ersten beiden Runden gilt der Modus best of 11 legs, im Halbfinale wird auf best of 13 legs erhöht. Das Finale wird im Modus best of 15 legs ausgetragen.

## Preisgeld
Bei dem Turnier werden insgesamt £ 100.000 an Preisgeldern ausgeschüttet. Das Preisgeld verteilt sich unter den Teilnehmern wie folgt:
| Position (Anzahl der Spieler) | Position (Anzahl der Spieler) | Preisgeld |
| ----------------------------- | ----------------------------- | --------- |
| Gewinner                      | (1)                           | £ 30.000  |
| Finalist                      | (1)                           | £ 16.000  |
| Halbfinalisten                | (2)                           | £ 10.000  |
| Viertelfinalisten             | (4)                           | £ 5.000   |
| Achtelfinalisten              | (8)                           | £ 1.750   |
|                               |                               |           |
|                               |                               | £ 100.000 |

Da es sich um ein Einladungsturnier handelt, werden die erspielten Preisgelder bei der Berechnung der PDC Order of Merit nicht berücksichtigt.

## Finalergebnisse
| Jahr | Austragungsort                       | Sieger                               | Ergebnis                             | Finalist                             | Sponsor                              | Preisgeld                            | Preisgeld                            |                                      |
| Jahr | Austragungsort                       | Sieger                               | Ergebnis                             | Finalist                             | Sponsor                              | Gesamt                               | Sieger                               |                                      |
| ---- | ------------------------------------ | ------------------------------------ | ------------------------------------ | ------------------------------------ | ------------------------------------ | ------------------------------------ | ------------------------------------ | ------------------------------------ |
| 2020 | Abgesagt wegen der COVID-19-Pandemie | Abgesagt wegen der COVID-19-Pandemie | Abgesagt wegen der COVID-19-Pandemie | Abgesagt wegen der COVID-19-Pandemie | Abgesagt wegen der COVID-19-Pandemie | Abgesagt wegen der COVID-19-Pandemie | Abgesagt wegen der COVID-19-Pandemie | Abgesagt wegen der COVID-19-Pandemie |
| 2021 | Forum Kopenhagen, Frederiksberg      | Michael van Gerwen                   | 11 : 7                               | Fallon Sherrock                      | Viaplay                              | 0£ 60.000                            | 0£ 20.000                            |                                      |
| 2022 | Forum Kopenhagen, Frederiksberg      | Dimitri Van den Bergh                | 11 : 5                               | Gary Anderson                        | Viaplay                              | 0£ 60.000                            | 0£ 20.000                            |                                      |
| 2023 | Forum Kopenhagen, Frederiksberg      | Peter Wright                         | 11 : 5                               | Gerwyn Price                         | Viaplay                              | 0£ 60.000                            | 0£ 20.000                            |                                      |
| 2024 | Forum Kopenhagen, Frederiksberg      | Gerwyn Price                         | 8 : 5                                | Rob Cross                            | Mr Vegas                             | 0£ 60.000                            | 0£ 20.000                            |                                      |
| 2025 | Forum Kopenhagen, Frederiksberg      | Stephen Bunting                      | 8 : 4                                | Rob Cross                            | Mr Vegas                             | £ 100.000                            | 0£ 30.000                            |                                      |